# カナダの医療

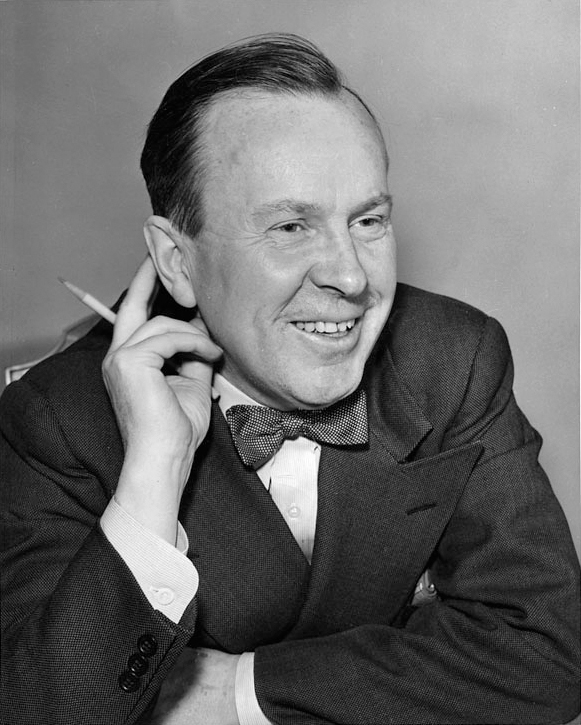
カナダ自由党のレスター・B・ピアソン首相。
政権下においてカナダの医療はMedical Care Actに基づくMedicare制度が施行された。これにより全カナダ市民は支払い能力に関係なく、必要性に応じて医療が受けられるようになった。

カナダの医療（カナダのいりょう、英: Health care in Canada）ではユニバーサルヘルスケアが実現されており、1984年Canada Health Act法によって定められカナダ保健省（Health Canada）が所管している。
医療制度は一般税収を原資とした公費負担医療であるが、政府が直接に医療サービスを提供することはなく、それは民間から提供される。政府は連邦レベルでの医療の品質基準を定めるのみであり、政府は市民の個人健康情報を保持はせず、患者と医師における機密情報としての扱いとなる。

## 医療制度

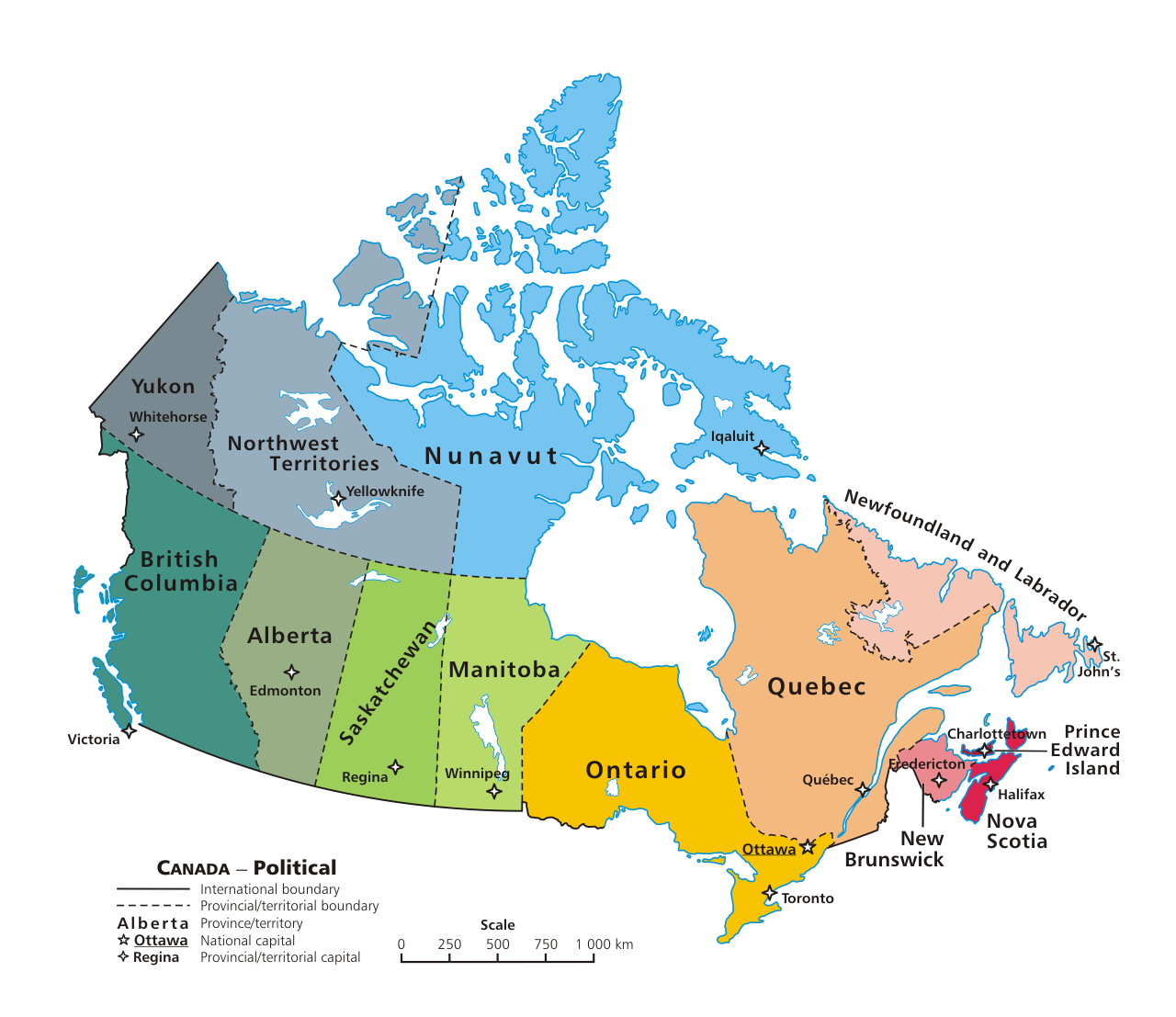
カナダの州

カナダの医療制度はMedicareシステムをベースにしており、シンプルな行政構造になっている。それぞれの医師はカナダ各州において個別に民間保険会社と契約を結んでおり、患者自身が窓口にて費用を支払ったり、償還手続きを行う必要はない。コアとされる主たる医療については自己負担なしの無料提供されているが、移民の場合は取得まで3ヶ月、留学生（ワーキングホリデイ含む）等は公的医療保険を取得できない州もある。コアとされない歯科・処方薬剤（入院中は無料）・リハビリ治療などは全額個人負担となる。薬剤等を含む医療費における自己負担率は30%ほどである。広告などの競争行為は強く規制されており、財源がなるべく医療現場に配分されるような政策がなされている。
医療機関へのアクセスは悪く、待ち時間は長く、家庭医から専門医までの紹介待ち時間はカナダ全州・全科の平均で9.5週、専門医から実際の治療までの待ち時間は9.5週となっている。整形外科医は特に人手不足で紹介待ち時間は19.7週、治療までの待ち時間は19.4週。CT検査の待ち時間は4.6週、MRIの待ち時間は9.2週である。家庭医を持たない患者は簡易診療施設であるウォークインクリニックでしか受診できず、混雑を極め、大都市では数時間の待ち時間である上、レントゲン検査機器、超音波検査機器、簡易血液検査機器などの基本設備の設置すらない。公立総合病院の救急外来（ER）も待ち時間が長く、オタワ病院のERの場合、患者10人中9人は、複雑症例で14.6時間、単純症例で5.2時間であり、患者の厳密なトリアージが熟練した看護師によって行われる。近年では、こうしたカナダの伝統的な医療の平等性に疑問を持つ国民も増え、2005年6月ケベック州において「自由診療の禁止は人権に反し違法である」とのいわゆる"シャウリ判決"が出たことも後押しし、自己負担での制限付き医療ではあるが、プライベートクリニック、検査機関等が一部の州で解禁されたが未だ数パーセントにすぎない。
医療財政は、一般的には所得税を原資としている。しかしブリティッシュコロンビア州においては月額固定の保険料を原資としており（低所得者は減額・免除）、税収による財源は補助的なものにとどまる。基本的医療については給与控除は発生せず、自己負担額は非常に少ないか負担はない（Fair Pharmacareなどの補助的保険加入については給与控除となる）。
州の保健省が発行する保健カードを持っていれば、誰でも同一レベルの医療サービスを受けることができる。基本的医療プランは一種類だけであり、すべてこのプランでカバーされる(妊婦ケアや不妊治療を含む)。州によっては、歯科医療や眼科医療は公的保険でカバーされないが、民間企業の雇用者保険では対象となっていることが多い。州によっては入院時に個別病室を利用することができる私的補助プランもある。美容外科や特定の術式については基本的医療とみなされないため、一般的に保険対象とならないことが多く、民間保険や自己負担で受診することになる。保険加入は、失業・転職には影響されず、BC州では保険料未払いでも拒絶されることはない。保険加入期間に制限はなく、過去の健康状態で加入が排除されることはない。
薬価は公示価格であり、製薬メーカーと連邦政府の交渉によって決まる。処方薬の費用は、高齢者および貧困者については公費負担となり、また民間被用者保険に加入していればそちらから支払われる。
家庭医（いわゆる総合診療医、GP）は市民自身で選択する。もし患者が専門医の受診を希望したり、専門医受診が必要と判断された場合、GPは紹介状を作成する。予防医療や疾病の早期発見が重要視されており、政府により推奨されている。
カナダの医師数は、2012年には75,142人であり、平均年収は328,000カナダドルほどであった。

## 財政

OECD各国の一人あたり保健支出（米ドル、PPP調整）

カナダの医療制度は公費負担によるMedicare (カナダ)制度であり、医療提供の大部分は民間によってなされる。各州はMedicare制度から脱退することもできるが、実際に行った州はない。また単一支払者制度であり、基本的医療サービスについては民間医師より提供され、その医療費全額が政府より共通価格で支払われる。政府財源のほとんど(94%)が、州レベルの歳入である。多くのGPは患者の1受診あたり単位で診療報酬を受け取っている。このレートは州政府と州医師会の交渉にて決定され、たいてい年に一度改定される。処方薬の価格はカナダ全州レベルで公示価格となっている。
カナダの入院医療は、公費負担の病院によって提供される。公立病院の多くは州会社法に基づく独立法人であり、法で定められた独立会計で運営される。	
1990年代には病院間の競争によって合併が進み、病院の数が減少した。患者ケアコストの上昇のため、病院はコストカットとサービス削減が求められている。医薬品に対してはコスト削減のため費用対効果分析が行われ、入院コストが削減された。それにより州レベルの急性医療コストが上昇した。
2009年では、カナダの国民医療費の約70%が公費負担となっていた。これはOECD平均より少々低い割合である。これは入院と医師費用については公費負担だが、歯科医療と処方薬の費用については主に自己負担となっているためだとされる。私費負担のうち、およそ半分は民間医療保険であり、半分は自己負担である。カナダ保健法では、医学的に必要性のある医療については公費負担でなければならないとされるが、それは入院医療および医師費用に限られる。入院時の処方薬、理学療法、介護、歯科医療、救急搬送については保険範囲外となるが、それ以外については州や地方レベルで様々である。
カナダの国民医療費は1975年から2009年の間に上昇を続け、$397億カナダドルから$1373億まで増加し、人口一人あたりでは$1,715から$4,089まで増加した。2012年にはカナダの全国民医療費は$2070億を超え、一人あたり$5,948となった。

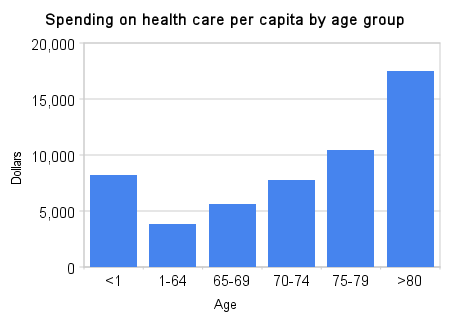
カナダの人口あたり医療費支出（年齢別、2007年）
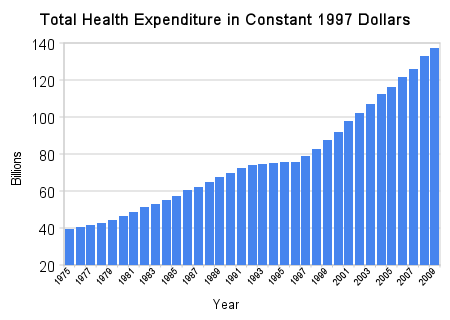
カナダ連邦レベルの年間保健支出の推移
OECD各国の種類別医療支出財源。 水色は政府一般歳出、紫は社会保険、赤は自己負担、橙は民間保険、緑はその他

## 民間部門

OECD各国の私的医療保険種別。
橙は基礎的、水色は基礎分野の補完、緑はオプション的、紫はそれらの重複。

カナダの国民保健費の27.6%は民間支出である。その大部分はMedicareの支給対象とならない処方薬・歯科医療・眼科医療であり、カナダ人の75%ほどは雇用主から提供される民間医療保険に加入している。BC州におけるWCBなど、大きな民間医療機関もある。
カナダの医療制度では大部分の財源が公費負担であるが、医療サービスの多くは民間医療機関で提供されている。
医師の多くは年俸制ではなく歩合制で就業している。カナダ医師会会長であったAlbert Schumacher博士によれば、カナダの医療サービスの75%は民間医療機関で提供されるが、その費用は公費負担であるとしている。
「現場の医師たちは、GPであれ専門医であれほとんどが給与制ではありません。小さな[自営の]金物屋のようなものです。検査センターや放射線のクリニックも同じです。…現状は、多くの医療サービスが公的資金でまかなわれるのではなく、利用者が自己負担するか保険会社が支払うという状況です。一種の結果的な民営化（passive privatization）です」

## 評価
カナダ人は営利型医療制度よりも公的医療制度を強く支持しており、2009年のNanos Researchによるカナダ人への調査によれば、「政府は公的医療制度の強化に取り組むべき」とする問いに86.2%が「支持する」「強く支持する」と回答した 。戦略コンサルタントの調査によれば、カナダ人の91%が米国型よりも自国の医療制度のほうを志向している。
さらにカナダ人の70%は、自国の医療制度を「機能している」「とても機能している」と回答している。
2009年の Harris/Decima社の調査によれば、カナダ人の82%は自国の医療制度を支持しており、カナダでも米国型制度を導入すべきという案を支持する人は8%であった。
2003年のギャラップ社の調査によれば、「自国の安価で利用可能な医療制度」について、米国人の25%は「非常に」もしくは「ある程度」満足すると回答し、一方で同様の回答は英国人では50%、カナダ人では57%であった。「非常に不満」と回答したのは、米国人は44%、英国人は25%、カナダ人は17%であった。品質の面では、米国人の48%、カナダ人の52%、英国人の42%が「満足している」と回答した。